# Fédération française de football
Pour les articles homonymes, voir FFF.
La Fédération française de football (FFF ou 3F), est une association française, fondée le 7 avril 1919 sous le nom de Fédération française de football association (FFFA), regroupant les clubs de football de France et l'AS Monaco et chargée de l'organisation de la pratique du football en France, notamment des compétitions nationales et des matchs internationaux des équipes de France.
Elle est affiliée à la Fédération internationale de football association (FIFA) depuis sa création, ayant succédé au Comité français interfédéral (CFI), affilié depuis 1907 et à l'Union des sociétés françaises de sports athlétiques (USFSA), membre fondateur de l'organisme international en 1904.
Le siège de la FFF est situé au 87, boulevard de Grenelle à Paris, tandis que le centre national du football est installé à Clairefontaine-en-Yvelines.

## Historique
La Fédération française de football association est fondée à Paris, 15 rue du Faubourg-Montmartre, le 7 avril 1919 par transformation du Comité français interfédéral (CFI) créé en 1907. Jules Rimet en devient le premier président et Henri Delaunay le premier secrétaire général. L'association est reconnue d'utilité publique par décret le 4 décembre 1922. Elle adopte le professionnalisme le 17 janvier 1932,. 

## Direction technique nationale
La direction technique nationale, par l’intermédiaire de son directeur, définit une politique technique pour l'ensemble du football, qui est mise en place et animée par les entraîneurs nationaux (une dizaine environ) et les cadres techniques régionaux. Cela concerne le football d'élite, le football de masse et la formation des éducateurs.

### Dirigeants
| Période     | Président                    | Directeur général             | Directeur technique national |
| ----------- | ---------------------------- | ----------------------------- | ---------------------------- |
| 1919 - 1942 | Jules Rimet                  |                               |                              |
| 1942 - 1944 | Henri Jevain                 |                               |                              |
| 1944 - 1949 | Jules Rimet                  |                               |                              |
| 1949 - 1953 | Emmanuel Gambardella         |                               |                              |
| 1953 - 1963 | Pierre Pochonet              |                               |                              |
| 1963 - 1968 | Antoine Chiarisoli           | Lucien Troupel                |                              |
| 1969 - 1970 | Jacques Georges              | Lucien Troupel                | Michel Cagnion               |
| 1970 - 1972 | Jacques Georges              | Georges Boulogne              | Michel Cagnion               |
| 1972 - 1982 | Fernand Sastre               | Georges Boulogne              | Michel Cagnion               |
| 1982 - 1984 | Fernand Sastre               | Michel Hidalgo                | Michel Cagnion               |
| 1985 - 1986 | Jean Fournet-Fayard          | Michel Hidalgo                | Michel Cagnion               |
| 1986 - 1989 | Jean Fournet-Fayard          | Henri Michel                  | Michel Cagnion               |
| 1989 - 1992 | Jean Fournet-Fayard          | Gérard Houllier               | Michel Cagnion               |
| 1992 - 1993 | Jean Fournet-Fayard          | Gérard Houllier               | Gérard Enault (intérim)      |
| 1993 - 1994 | Jacques Georges (intérim)    | Gérard Houllier               | Gérard Enault (intérim)      |
| 1994 - 1998 | Claude Simonet               | Gérard Houllier               | Gérard Enault                |
| 1998 - 2005 | Claude Simonet               | Aimé Jacquet                  | Gérard Enault                |
| 2005 - 2006 | Jean-Pierre Escalettes       | Aimé Jacquet                  | Jacques Lambert              |
| 2007        | Jean-Pierre Escalettes       | Jean-Pierre Morlans (intérim) | Jacques Lambert              |
| 2008 - 2010 | Jean-Pierre Escalettes       | Gérard Houllier               | Jacques Lambert              |
| 2010        | Fernand Duchaussoy (intérim) | François Blaquart,            | Jacques Lambert              |
| 2010 - 2011 | Fernand Duchaussoy (intérim) | François Blaquart,            | Alain Resplandy-Bernard      |
| 2011 - 2012 | Noël Le Graët                | François Blaquart,            | Alain Christnacht            |
| 2013 - 2017 | Noël Le Graët                | François Blaquart,            | Florence Hardouin            |
| 2017 - 2021 | Noël Le Graët                | Hubert Fournier,              | Florence Hardouin            |
| 2021 - 2023 | Noël Le Graët                | Hubert Fournier,              | Florence Hardouin            |
| 2023 -      | Philippe Diallo              | Hubert Fournier,              | Jean-François Vilotte        |

## Structures

### Statut légal
La Fédération Francaise de Football a le statut d'association loi de 1901, reconnue d'utilité publique. Elle doit obéir à la législation française sur les associations loi de 1901.
Les statuts légaux de la FFF ont été modifiés pour la dernière fois en 2022. 
Il s'agissait de répondre aux nouvelles obligations imposées par la loi visant à démocratiser le sport, adoptée sous le gouvernement Jean Castex .   
Cette loi impose aux fédérations sportives de limiter le nombre de mandats des présidents et renforce leur transparence .

### Missions
La Fédération française de football a pour rôle : 
- d'organiser, de développer et de contrôler l'enseignement et la pratique du football, sous toutes ses formes, par des joueurs de statuts différents, en France, sur le territoire métropolitain et dans les départements et territoires d'outre-mer ;
- de créer et de maintenir un lien entre ses membres individuels, les clubs affiliés, ses districts, ses ligues régionales, la ligue du football amateur (LFA), la Ligue de football professionnel (LFP) et la ligue féminine de football professionnel (LFFP) ;
- de défendre les intérêts moraux et matériels du football français ;
- d'entretenir toutes relations utiles avec les associations étrangères affiliées à la Fédération internationale de football association (FIFA), les organismes sportifs nationaux et les pouvoirs publics.

### Président
Le Président de la FFF  est le Président du comité exécutif.   
Il représente la Fédération dans tous les actes de la vie civile et devant les tribunaux. Il assure l'exécution des décisions du comité exécutif et veille au fonctionnement régulier de la Fédération.

### Comité exécutif
Le comité exécutif de la FFF est composé de 28 membres parmi lesquels : 
- 21 membres élus par l'assemblée au scrutin de liste bloquée majoritaire ;
- 2 membres (1 femme, 1 homme) représentant les joueurs de haut niveau ;
- 2 membres (1 femme, 1 homme) représentant les arbitres ;
- 2 membres (1 femme et 1 homme) représentant les entraîneurs ;
- 1 membre représentant les médecins, élu par l'assemblée fédérale, sur proposition de la commission fédérale médicale.

Au sein du comité exécutif, quatre membres sont chargés des fonctions essentielles : 
- le président ;
- le vice-président ;
- le secrétaire général ;
- le trésorier.

Le comité exécutif de la FFF se réunit, au minimum, 10 fois par an.
Il se réunit également chaque fois qu'il est convoqué par son président ou sur la demande d'au moins 1/4 de ses membres.  Il délibère valablement si au moins 16 membres sont présents. Les décisions sont prises à la majorité des voix des membres présents.

### Assemblée fédérale
L'assemblée fédérale définit, oriente et contrôle la politique générale de la Fédération française de football. Elle entend les rapports sur la gestion du comité exécutif et sur la situation morale et financière. Elle peut amender et modifier les statuts ainsi que le règlement intérieur de la Fédération.  
L'assemblée fédérale ordinaire se réunit au moins une fois par an et chaque fois qu'elle est convoquée par son président. Elle peut aussi se réunir à la demande du quart de ses membres.
L'assemblée fédérale élit par un vote secret certains membres du comité exécutif, dont le président de la Fédération, au scrutin de liste. 

Le siège de la fédération est situé au 87 boulevard de Grenelle, dans le de Paris.

### Siège de la fédération
Le siège de la FFF a été déplacé à plusieurs reprises :
- 5, place Saint-Thomas d'Aquin à Paris (1919-19XX) ;
- 22, rue de Londres à Paris (19XX-1966) ;
- 30, avenue d'Iéna à Paris (1966-2007) ;
- 87, boulevard de Grenelle à Paris (depuis 2007).

## Identité visuelle
Depuis sa fondation la Fédération française de football a connu 9 blasons différents dont les six reproduits ci-dessous.

1972-1987
1987-1995
1995-1998
1998-2006
2006-2018
Depuis 2018

## Polémiques

### Affaires des quotas
En 2011, une polémique éclate lors de la révélation d'un enregistrement audio par Mediapart d'une réunion au sein de la FFF qui s'était tenue  en octobre 2010 et à laquelle étaient présents Fernand Duchaussoy, le président de la FFF, le sélectionneur de l'équipe A Laurent Blanc, le sélectionneur des espoirs Erick Mombaerts, le sélectionneur des U20 Francis Smerecki ainsi que François Blaquart le directeur de la Direction technique nationale (DTN), sur un projet d'instauration de quotas de joueurs au sein des différentes sélections nationales françaises, basés sur des critères d'appartenance ethnique,, ce qui est illégal en France aux yeux de la loi, car considéré comme un acte de racisme. Cette affaire qui avait déclenché la polémique en France, à laquelle Laurent Blanc était directement accusé d'avoir tenu des propos polémiques basés sur des clichés racistes, plus particulièrement envers les joueurs noirs en déclarant durant la réunion « En France, on a l'impression qu'on forme le même prototype de joueurs : grands, costauds, puissants. Qu'est-ce qu'il y a actuellement comme grands, costauds, puissants ? Les Blacks. C'est comme ça ».

### Affaire d'abus sexuels
En 2022, le journaliste Romain Molina, dévoile une enquête sur des faits d'abus sexuels, y compris à l'encontre de joueurs et joueuses mineurs, durant quarante ans au sein de la FFF, notamment de la part d'une entraîneuse qui aurait entretenu des relations sexuelles avec des joueurs mineurs, avec le silence de la FFF qui aurait caché ces abus durant des années sans avoir rien signalé aux autorités mais également des comportements de cyberharcèlement de la part du président Noël Le Graët qui aurait envoyé plusieurs SMS à caractère sexuel à certaines employées de la fédération,.

### Interdiction de la pratique du ramadan
En mars 2024, la FFF prend la décision d'interdire aux joueurs de confession musulmane des différentes équipes de France, de pratiquer le jeûne du ramadan. Cette décision provoque une polémique, certains considérant cette mesure comme islamophobe et discriminatoire, d'autres invoquant la laïcité et la neutralité religieuse,,,.
Des accusations que rejette le président Philippe Diallo en expliquant face à la polémique, que personne n'interdit aux joueurs de faire le ramadan mais qu'il serait préférable selon lui que les joueurs le repoussent afin de pas nuire aux performances sportives et aussi qu'il ne peuvent pas exiger un changement des horaires de préparations et d'entraînements pour des raisons religieuses,.

### Organisation du match Israël-France dans le contexte de la guerre à Gaza
Source :.
Le 4 novembre 2024, la FFF est interpellée  par le collectif Stop Génocide dans ses bureaux. Ce collectif demande l'annulation du match de Ligue des Nations entre Israël et la France qui devait se tenir le 14 novembre 2024, au Stade de France en prétextant que les autorités ont agi « très rapidement » contre la Russie alors qu'aucune mesure n'a été prise contre Israël.
Bien que la Fédération ait reçu deux membres du collectif et ait exprimé sa compréhension de la « vive émotion » autour de ce match, elle a décidé de maintenir le match selon les directives de l'UEFA qui leur a fait savoir que « l'équipe de France, par contrat, avait l'obligation de jouer au Stade de France, à Saint-Denis ». Lors du match de Ligue des Nations qui devait opposer la Belgique à Israël, l'Union belge de football avait choisi de délocaliser dans un autre pays (en Hongrie), aucune ville belge n'ayant souhaité l'accueillir.
Lors de la rencontre du 4 novembre 2024, le stade de France comptait 16 611 spectateurs, la plus faible affluence, hors période covid-19.

## Organisation de compétitions
La FFF délègue à la Ligue la gestion du football professionnel (Ligue 1, Ligue 2 et Coupe de la Ligue) mais la Ligue, fondée en 1944, reste sous l'autorité de la Fédération. La FFF délègue à la ligue féminine de football professionnel la gestion du football féminin professionnel (Arkema Première Ligue , Arkema Seconde Ligue) mais la ligue, fondée en 2024 reste sous l'autorité de la fédération.
La coupe de France masculine, aussi bien que la coupe de France féminine de football, est placée sous l'autorité de la commission fédérale de la Coupe de France, directement rattachée au conseil fédéral de la FFF. 
La FFF organise également toutes les autres compétitions à caractère national.

### Compétitions masculines de football

#### Seniors
- National 1
- National 2
- National 3
- Coupe de France

#### Jeunes
- Championnats nationaux U17 et U19
- Coupe Gambardella

### Compétitions féminines de football

#### Seniors
- Division 3
- Coupe de France féminine
- Trophée des championnes

#### Jeunes
- Championnat national féminin U19

### Compétitions de futsal
- Division 1 futsal
- Coupe nationale futsal

### Compétitions de football entreprise
- Championnat national de football entreprise
- Coupe de France de football entreprise

À l'échelon régional et départemental, les ligues et les districts prennent le relais de la FFF mais toujours sous l'autorité de cette dernière.

## Les Ligues régionales de laFFF

### En métropole
La France métropolitaine est divisée en treize Ligues calquées sur les régions françaises :
- Ligue Auvergne-Rhône-Alpes de football
- Ligue de Bourgogne-Franche-Comté de football
- Ligue de Bretagne de football
- Ligue Centre-Val de Loire de football
- Ligue corse de football
- Ligue du Grand Est de football
- Ligue de football des Hauts-de-France
- Ligue de la Méditerranée de football
- Ligue de football de Normandie
- Ligue de football Nouvelle-Aquitaine
- Ligue de football d'Occitanie
- Ligue de Paris-Île-de-France de football
- Ligue de football des Pays de la Loire

### Départements d'Outre-Mer
La division d'honneur est la plus haute division que peut atteindre un club affilié à une ligue d'Outre-Mer puisque ces équipes ne peuvent pas disputer les championnats nationaux métropolitains. Il existe aujourd'hui cinq ligues de ce type :
- la Ligue guadeloupéenne de football ;
- la Ligue de football de la Guyane ;
- la Ligue de football de la Martinique ;
- la Ligue mahoraise de football ;
- la Ligue réunionnaise de football.

La ligue guadeloupéenne, la ligue de la Guyane et la ligue de la Martinique sont membres de la Confédération de football d'Amérique du Nord, d'Amérique centrale et des Caraïbes (CONCACAF).
La ligue réunionnaise est membre associée de la Confédération africaine de football (CAF), alors que la ligue de Mayotte n'est affiliée ou membre d'aucune autre organisation.

## Palmarès des équipes nationales
| Équipe de France masculine A | Équipe de France masculine A | Équipe de France masculine A |
| Compétitions intercontinentales | Compétitions continentales | Trophées divers |
| --- | --- | --- |
| Coupe du monde de la FIFA (2 titres) Vainqueur en 1998, 2018 Finaliste en 2006 et 2022 Troisième en 1958 et 1986 Quatrième en 1982 Coupe des Confédérations (2 titres) Vainqueur en 2001 et 2003 Coupe intercontinentale des nations (1 titre) Vainqueur en 1985 | Championnat d'Europe de football (2 titres) Vainqueur en 1984 et 2000 Finaliste en 2016 Demi-finaliste en 1996, 2024 Quatrième en 1960 Ligue des Nations de l'UEFA (1 titre) Vainqueur en 2021 | Tournoi de France (1 titre) Vainqueur en 1988 Tournoi du Koweït (1 titre) Vainqueur en 1990 Coupe Kirin (1 titre) Vainqueur en 1994 Tournoi Hassan II (2 titres) Vainqueur en 1998 et 2000 Nelson Mandela ICC (1 titre) Vainqueur en 2000 Challenge Evance-Coppée (1 titre) Vainqueur en 1904. |
| Autres équipes de France masculine | | |
| Olympique | Espoirs | Amateurs |
| Jeux olympiques (1 titre) Vainqueur en 1984 Finaliste en 2024 | Championnat d'Europe de football espoirs (1 titre) Vainqueur en 1988 | Jeux méditerranéens (1 titre) Vainqueur en 1967 |
| -20 ans | -19 ans | -18 ans |
| Coupe du monde des -20 ans (1 titre) Vainqueur en 2013 Quatrième en 2011 Jeux de la Francophonie (1 titre) Vainqueur 1994 | Championnat d'Europe des -19 ans (8 titres) Vainqueur en 1949, 1983, 1996, 1997, 2000, 2005, 2010 et 2016 Finaliste en 1950 et 1968                                                            | Jeux méditerranéens (1 titre) Vainqueur en 2022 |
| -17 ans | -16 ans | Militaire |
| Coupe du monde des -17 ans (1 titre) Vainqueur en 2001 Championnat d'Europe des -17 ans (2 titres) Vainqueur en 2004 et 2015 | | Coupe du monde des militaires (5 titres) Vainqueur en 1948, 1949, 1957, 1964 et 1995 Challenge Kentish (21 victoires) Vainqueur de 1919 à 1986 Jeux Interalliés Finaliste en 1919 |
| Entreprise | Beach soccer | |
| Championnat d'Europe entreprise (5 titres) Vainqueur en 1988, 1990, 1995, 2000 et 2006 | Championne du monde de Beach Soccer (1 titre) Vainqueur en 2005 Championne d'Europe de Beach Soccer (1 titre) Vainqueur en 2005                                                                | |
| Équipe de France féminine A | | |
| Compétitions intercontinentales | Compétitions continentales | Trophées divers |
| Coupe du monde Quatrième en 2011 Jeux olympiques Quatrième en 2012 | Championnat d'Europe Demi-finale en 2022 | Tournoi de Chypre (2 titres) Vainqueur en 2012 et 2014 Troisième en 2009 et 2011 Tournoi de l'Algarve Finaliste en 2015 Troisième en 2004 et 2005 Quatrième en 2003, 2006 et 2007 Tournoi de France Vainqueur en 2020, 2022 et 2023                                                            |
| Autres équipes de France féminine | | |
| -20 ans | -19 ans | -17 ans |
| Coupe du monde des -20 ans Finaliste en 2016 Troisième en 2014 | Championnat d'Europe des -19 ans (5 titres) Vainqueur en 2003, 2010, 2013, 2016 et 2019 Finaliste en 1998, 2002, 2005, 2006 et 2017                                                            | Coupe du monde des -17 ans (1 titre) Vainqueur en 2012 Championnat d'Europe des -17 ans (1 titre) Vainqueur en 2023 Finaliste en 2008, 2011 et 2012 Troisième en 2022 |
| -16 ans | | |
| Nordic Cup (1 titre) Vainqueur en 2011 | | |